# Sophia Baddeley
Sophia Baddeley (Londres, 1745 – Edimburgo, julho de 1786) foi uma atriz, cantora e cortesã inglesa.

## Juventude, carreira musical
Sophia nasceu em Londres, filha de Valentine Snow, um sergeant-trumpeter - cargo administrativo e lucrativo, que concedia licença aos trompetistas para se apresentarem nos teatros. Quando criança, foi educada por seu pai para uma futura carreira musical. Na idade de dezoito anos, ela fugiu com Robert Baddeley, um ator do Theatre Royal, Drury Lane com quem mais tarde se casaria. Sophia fez sua primeira aparição como atriz, nesse mesmo teatro, em 27 de abril de 1765, como Ofélia em Hamlet. Fez também o papel de Cordélia em Rei Lear, Imogênia em Cimbelino e mais tarde, Olívia em Noite de Reis. Em 1769, juntou-se à companhia teatral de David Garrick, quando este se apresentou em Stratford-upon-Avon por ocasião do Jubileu de Shakespeare. Mais elogiada como uma cantora talentosa do que como atriz, Sophia se apresentou ao ar livre em Ranelagh Gardens e Vauxhall Gardens para aclamação pública.

## A vida como cortesã
No auge de seu sucesso e após a separação de seu marido em 1770, Sophia descobriu que poderia manter-se financeiramente associando-se a benfeitores ricos, estabelecendo-se como cortesã entre eles. Provavelmente, seu mais conhecido amante foi Peniston Lamb, 1.º visconde Melbourne. Ela era famosa por sua beleza, e também era conhecida por seu estilo de vida extravagante. Seus gastos excessivos e o fracasso no gerenciamento de suas finanças, obrigaram-na, mais tarde, a fugir de seus credores indo morar em Dublin, Irlanda e, depois em Edimburgo, Escócia. Seus benfeitores a abandonaram, e sua saúde entrou em declínio. Sua última aparição nos palcos foi em Edimburgo em 1785. Morreu de tuberculose aos quarenta e um anos de idade.